# Марракеш
Марраке́ш (араб. مراكش, murrākush; бербер. ⵎⵕⵕⴰⴽⵛ, mṛṛakc) — адміністративний центр північно-західного регіону Марракеш-Сафі, четверте за величиною місто у Королівстві Марокко. У місті проживає 928 850 осіб. Одне з чотирьох імперських міст Марокко. Чисельність міського населення регіону становить 1 938 016 осіб, (2014). 
Місто лежить біля підніжжя Атлаських гір. Як і багато міст Північної Африки і Близького Сходу, Марракеш має стару укріплену частину міста — квартал Медина, і сучасну частину — Гулеш. Марракеш — третє за важливістю місто Марокко після Касабланки й Рабату.

## Назва
Можливе походження його назви від амазіг (берберського) слова mur (n) akush, що означає «Земля Богів». Корінь mur використовується наразі в берберській мові головним чином в жіночій формі tamurt. Той же самий корінь mur, як й у Мавританії (Mauritania), однак це твердження ще не здобуло офіційного визнання.
Ще кілька десятиліть тому Марокко було відоме як Королівство Марракеш у арабів, персів й європейців. Європейська назва Morocco, Marruecos, Maroc, Marokko безпосередньо походить від берберського слова Murakush. Місто зветься Marrakech французькою, Marrakech або Marrakesh англійською, Marrakesch німецькою й Marakeş турецькою мовою.

## Історія
Місто було засноване у 1062 році Юсуфом ібн Ташфіном, першим правителем династії Ель-Мурабітін. Впродовж століть воно служило столицею спочатку Альморавідів, а з 1147 року — Альмохадів, що прийшли їм на зміну. Золота доба Марракешу припадає на правління Якуб аль-Мансур (1184-99), який збудував мечеті Кутубія і Ель-Мансур. 70-метровий мінарет мечеті Кутубія досі залишається символом Марракешу.
В 1269, Марракеш перейшов під владу Марінідів, які перенесли столицю у Фес. У XVI столітті Саадити повернули йому столичні функції. 1524 року Марракеш захопив Мухаммад аш-Шейх.
У місті збереглися руїни палацу Ель-Баді та комплекс гробниць Саадитів. У 1912 Марракешем оволоділи сахарські повстанці на чолі з аль-Хібою, але місто було незабаром відвойовано французами і до 1956 воно входило до складу французького протекторату Марокко. Фактичне управління містом знаходилося в руках феодальної родини аль-Глауї, один з представників якого, (Тамі аль-Глауї), ініціював у 1953 повалення султана Мухаммеда V.
Марракеш зазнав значних руйнувань у результаті руйнівного землетрусу ввечері 8 вересня 2023 р.

## Цікавинки
Медина Марракешу, внесена в 1985 році до списку пам'ятників Світової спадщини, зветься «червоним містом» через рудуватий відтінок глинобитних будівель і укріплень. В серці Медини — майдан Джем аль-Фна. Тут можна побачити акробатів, казкарів, продавців води, танцюристів, музикантів. За старим містом простирається великий пальмовий гай. Марракеш славиться своїми садами та парками. Серед них слід визначити оливковий гай Менара і обнесені загорожею сади Агдал площею 405 га.

## Транспорт
- Обслуговується аеропортом Марракеш-Менера
- Сполучене автомагістраллю з Касабланкою.
- Залізничне сполучення з Танжером, Касабланкою, Рабатом й Фесом, Оператор залізничних перевезень — ONCF.

## Клімат
Місто знаходиться у зоні, котра характеризується кліматом напівпустель. Найтепліший місяць — липень із середньою температурою 28.3 °C (83 °F). Найхолодніший місяць — січень, із середньою температурою 12.2 °С (54 °F).
| Клімат Марракеша        | Клімат Марракеша | Клімат Марракеша | Клімат Марракеша | Клімат Марракеша | Клімат Марракеша | Клімат Марракеша | Клімат Марракеша | Клімат Марракеша | Клімат Марракеша | Клімат Марракеша | Клімат Марракеша | Клімат Марракеша | Клімат Марракеша |
| Показник                | Січ.             | Лют.             | Бер.             | Квіт.            | Трав.            | Черв.            | Лип.             | Серп.            | Вер.             | Жовт.            | Лист.            | Груд.            | Рік              |
| Абсолютний максимум, °C | 28               | 30               | 36               | 37               | 40               | 43               | 48               | 45               | 42               | 37               | 32               | 28               | 48               |
| Середній максимум, °C   | 17               | 19               | 22               | 23               | 26               | 30               | 36               | 36               | 32               | 26               | 22               | 18               | 26               |
| Середня температура, °C | 12               | 13               | 16               | 17               | 20               | 23               | 28               | 28               | 26               | 21               | 16               | 13               | 20               |
| Середній мінімум, °C    | 6                | 8                | 10               | 11               | 13               | 16               | 20               | 20               | 18               | 15               | 11               | 7                | 13               |
| Абсолютний мінімум, °C  | −1               | 0                | 1                | 2                | 7                | 11               | 12               | 12               | 10               | 1                | 0                | 0                | −1               |
| Норма опадів, мм        | 20               | 30               | 30               | 30               | 10               | 0                | 0                | 0                | 0                | 20               | 30               | 20               | 240              |
| Днів з опадами          | 5                | 6                | 6                | 5                | 3                | 2                | 1                | 1                | 2                | 4                | 5                | 7                | 47               |
| Вологість повітря, %    | 65               | 60               | 60               | 60               | 55               | 50               | 45               | 50               | 55               | 60               | 60               | 70               | 57.5             |
| ----------------------- | ---------------- | ---------------- | ---------------- | ---------------- | ---------------- | ---------------- | ---------------- | ---------------- | ---------------- | ---------------- | ---------------- | ---------------- | ---------------- |
| Джерело: Weatherbase    |                  |                  |                  |                  |                  |                  |                  |                  |                  |                  |                  |                  |                  |

## Фото галерея

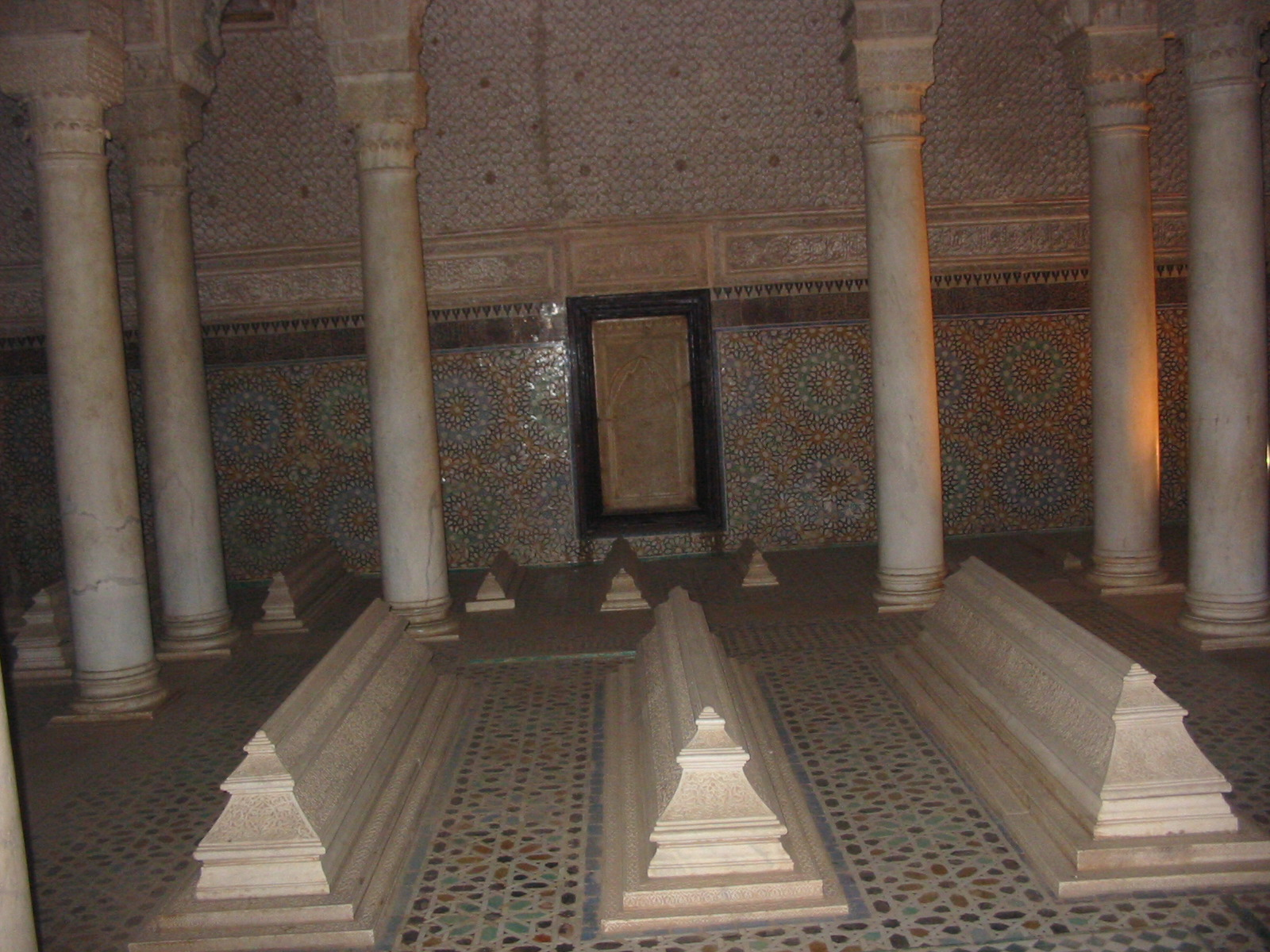
Комплекс гробниць Саадитів
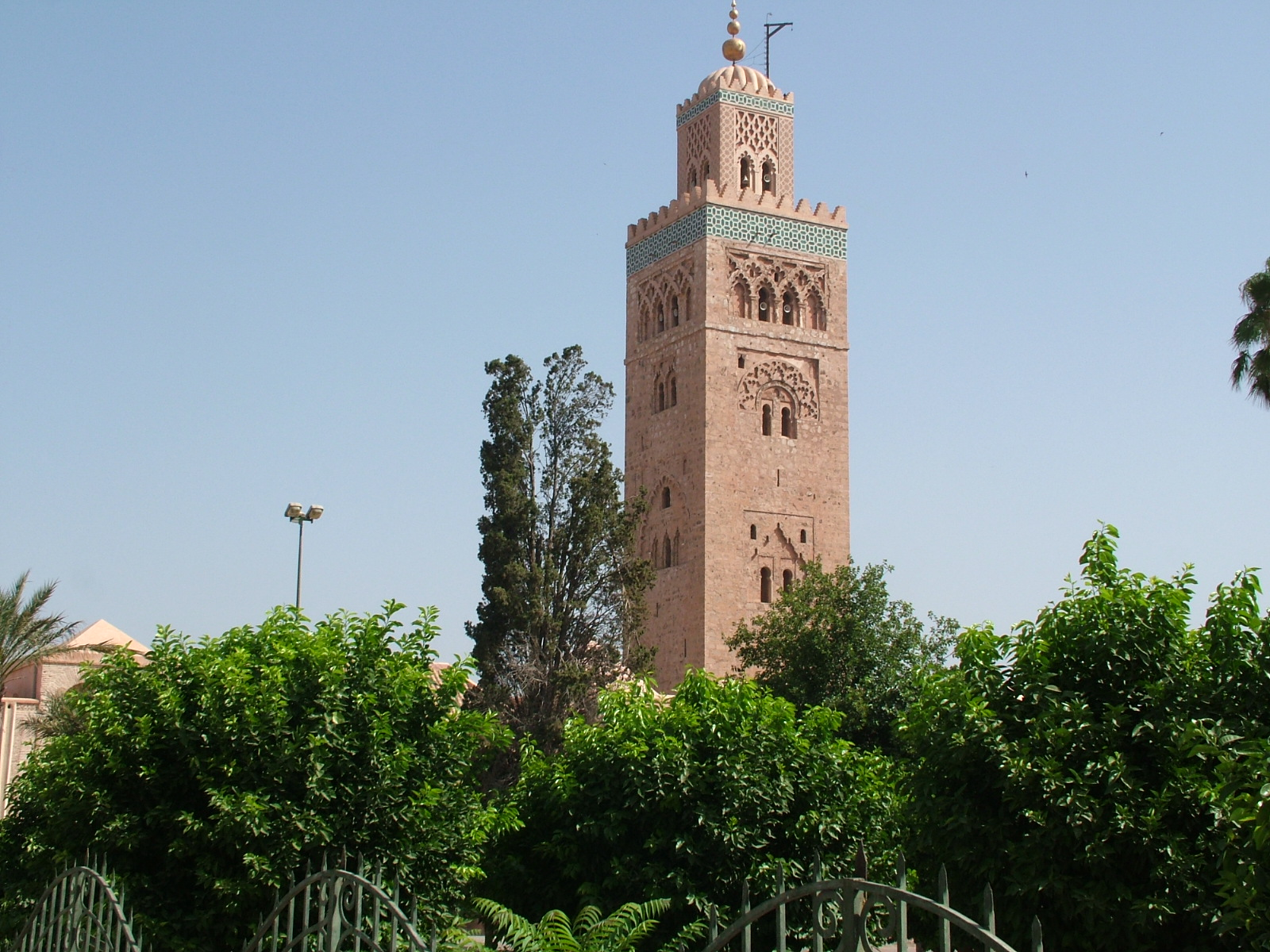
Мечеть Кутубія
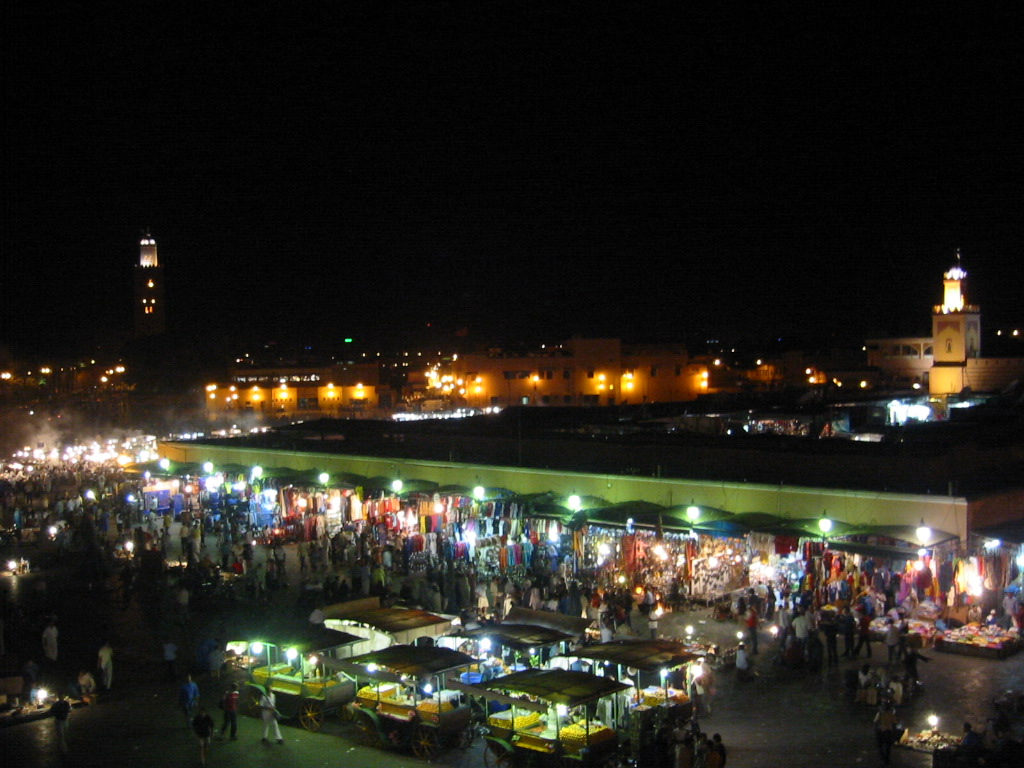
Площа Джем аль-Фна вночі
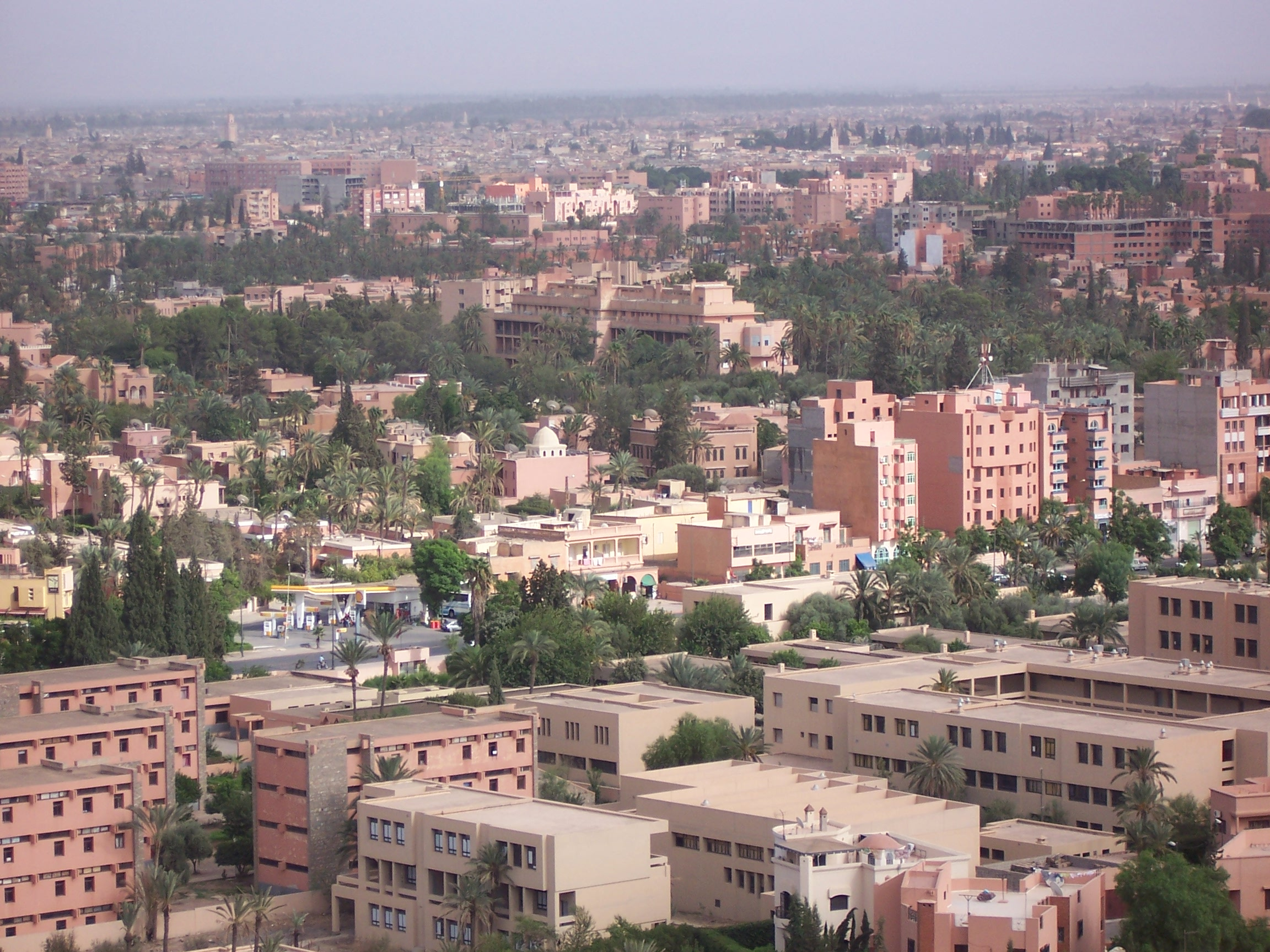
Вигляд з пагорба
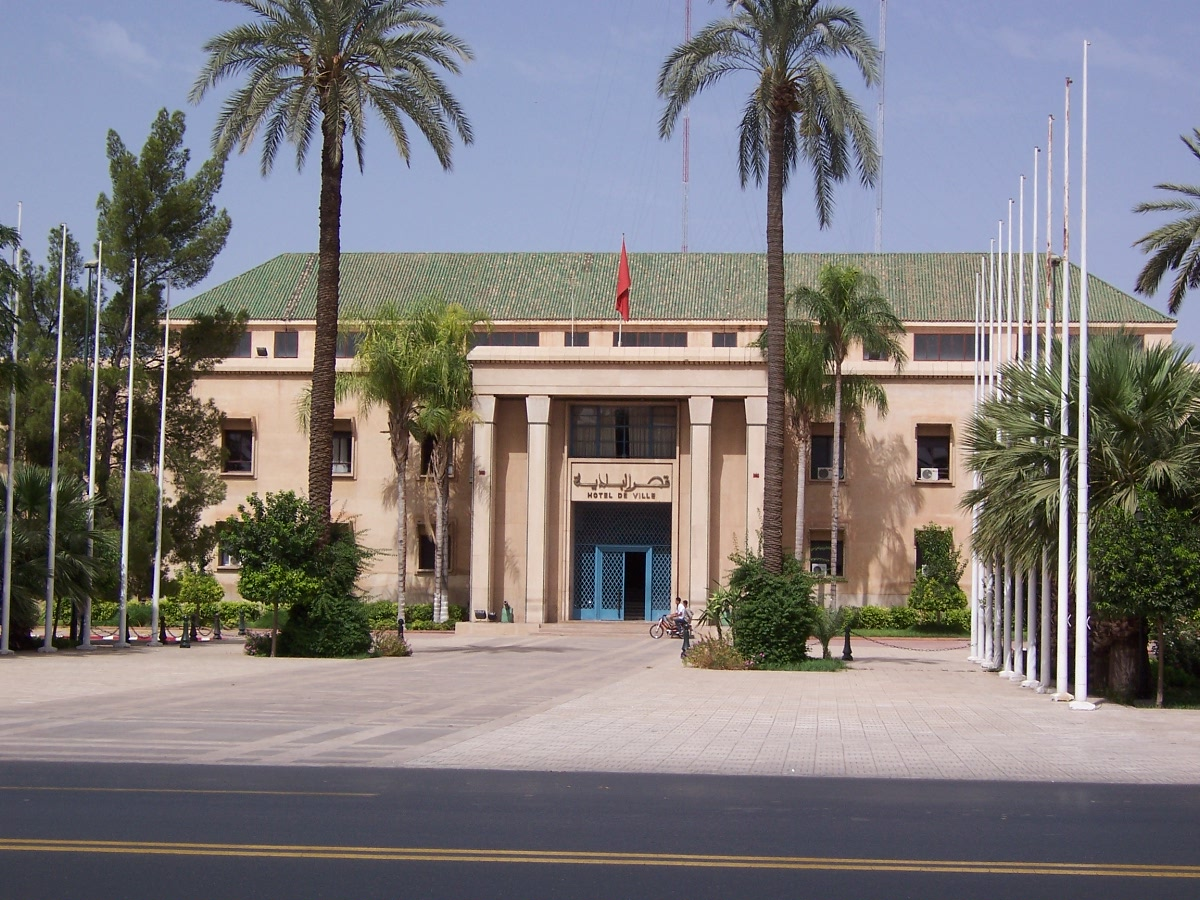
Міська ратуша
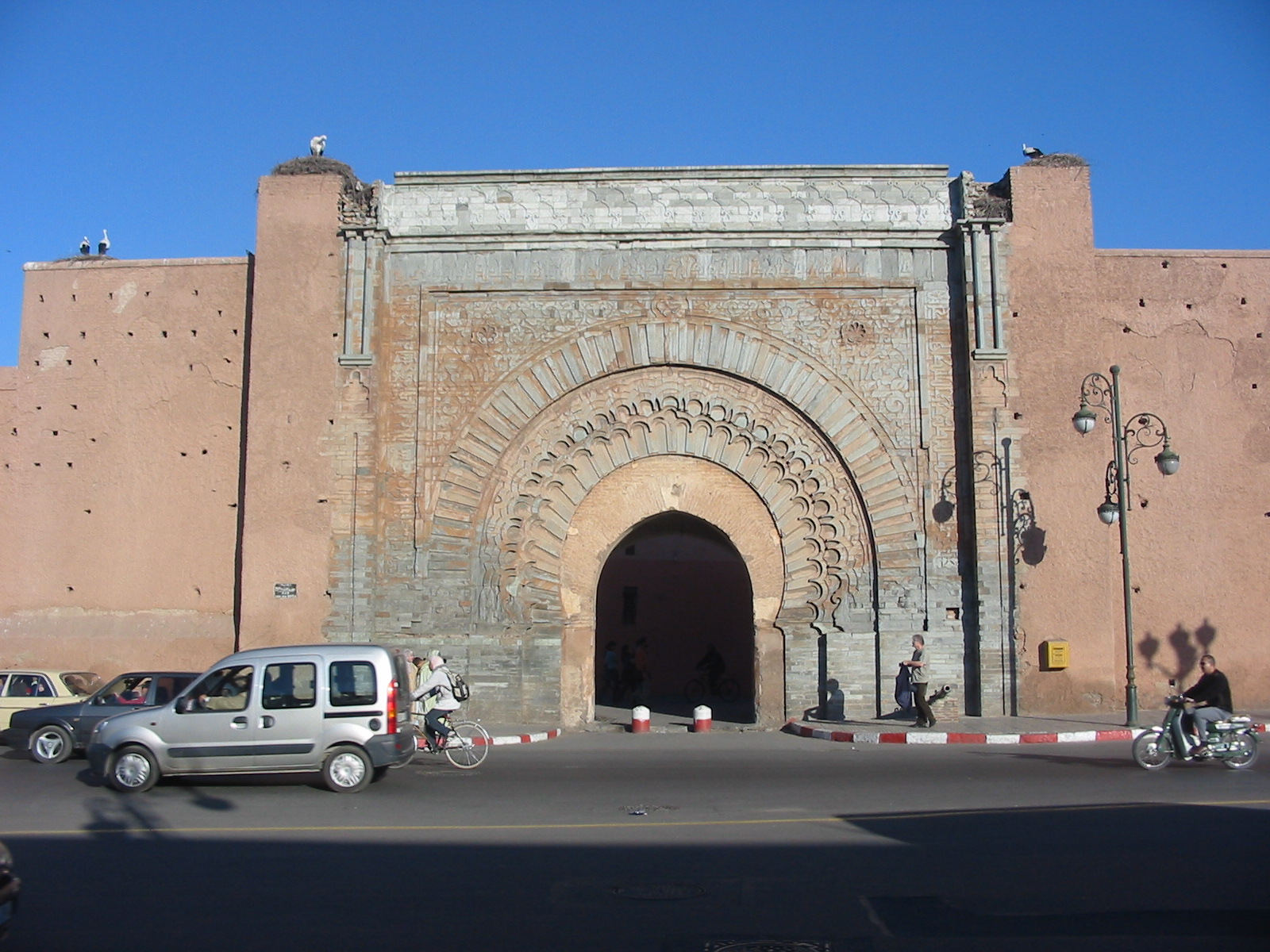
Міська брама Баб Агно
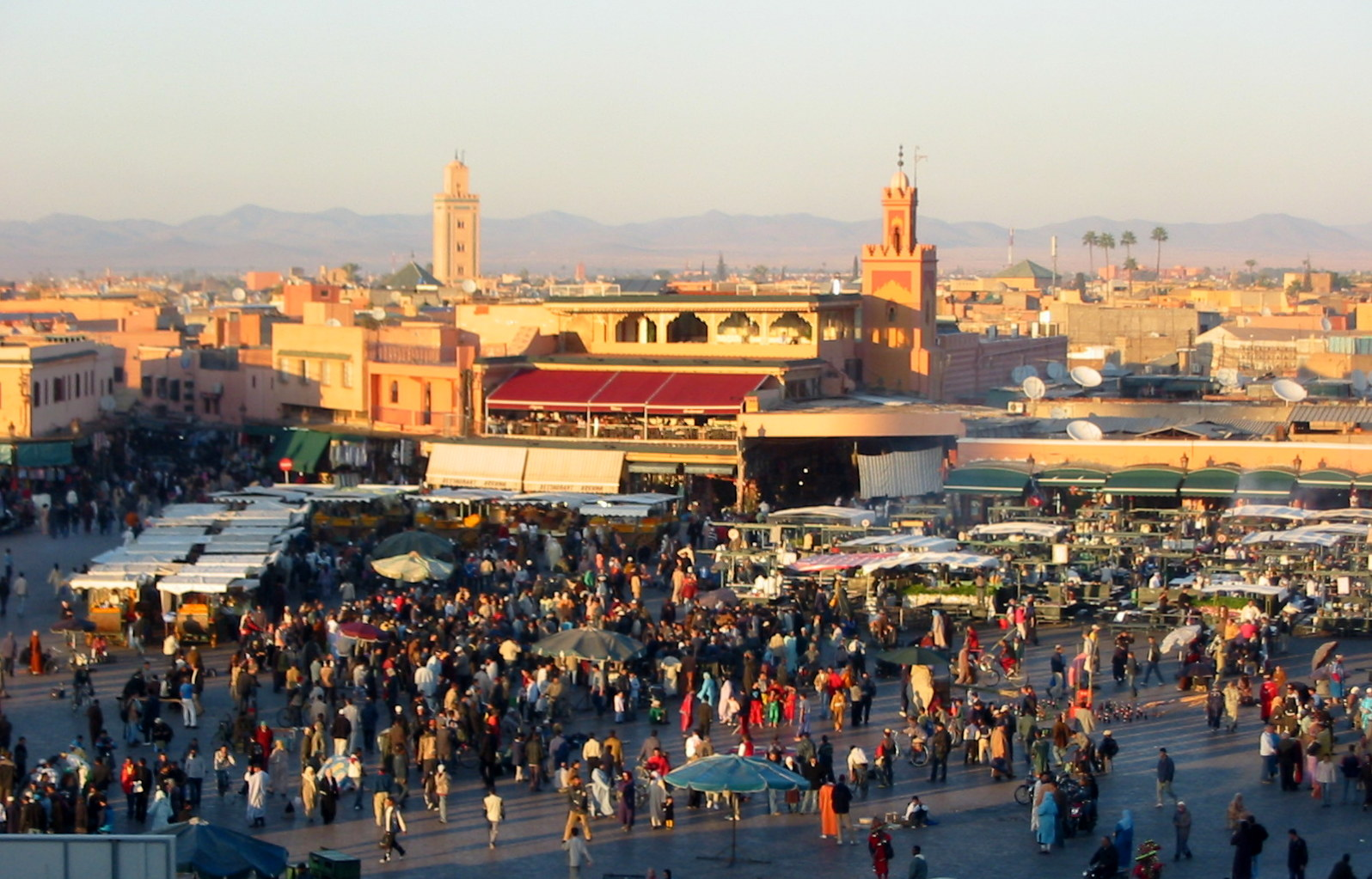
Джем аль-Фна у вечорі
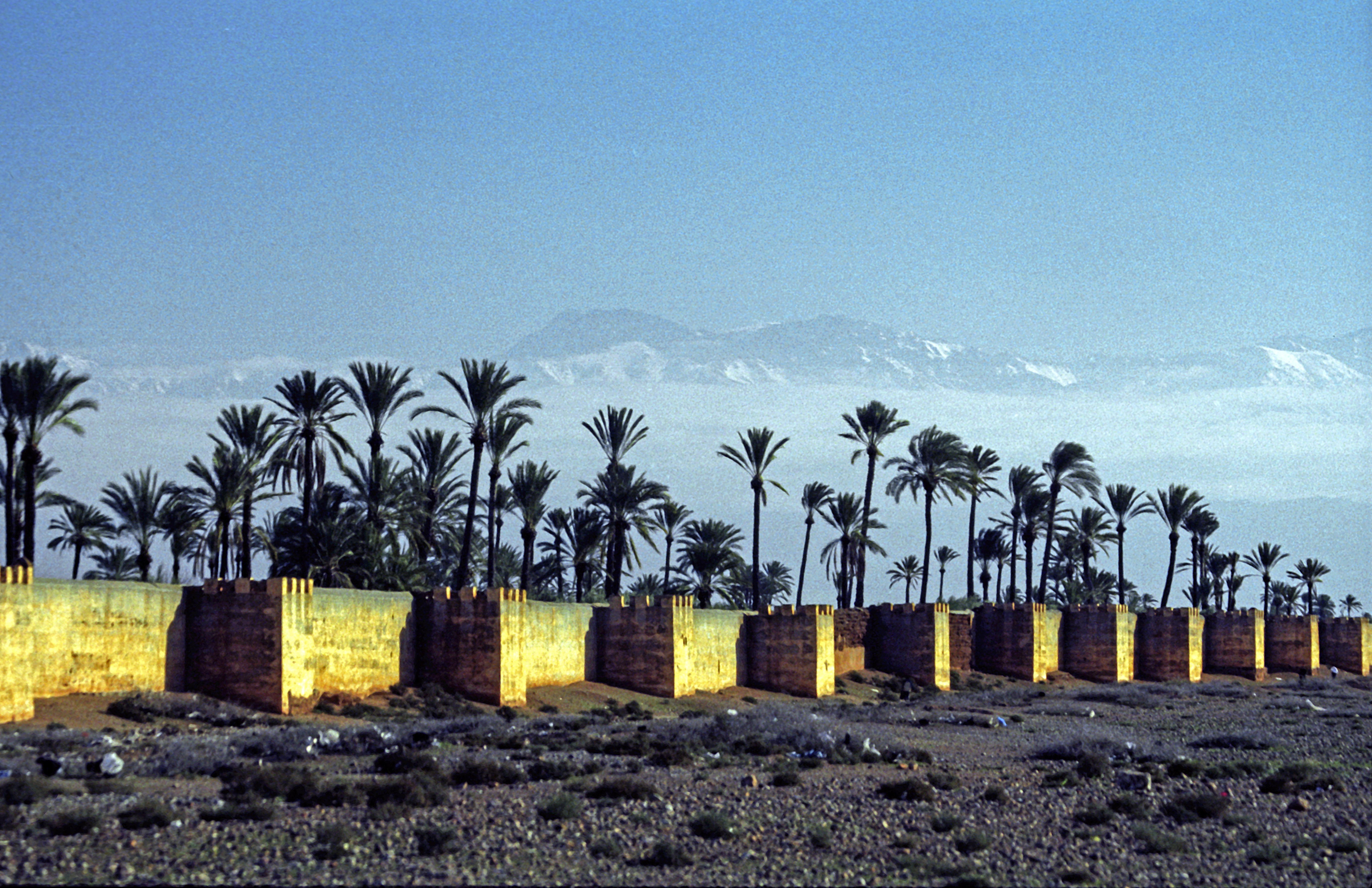
Мур садів Агдал
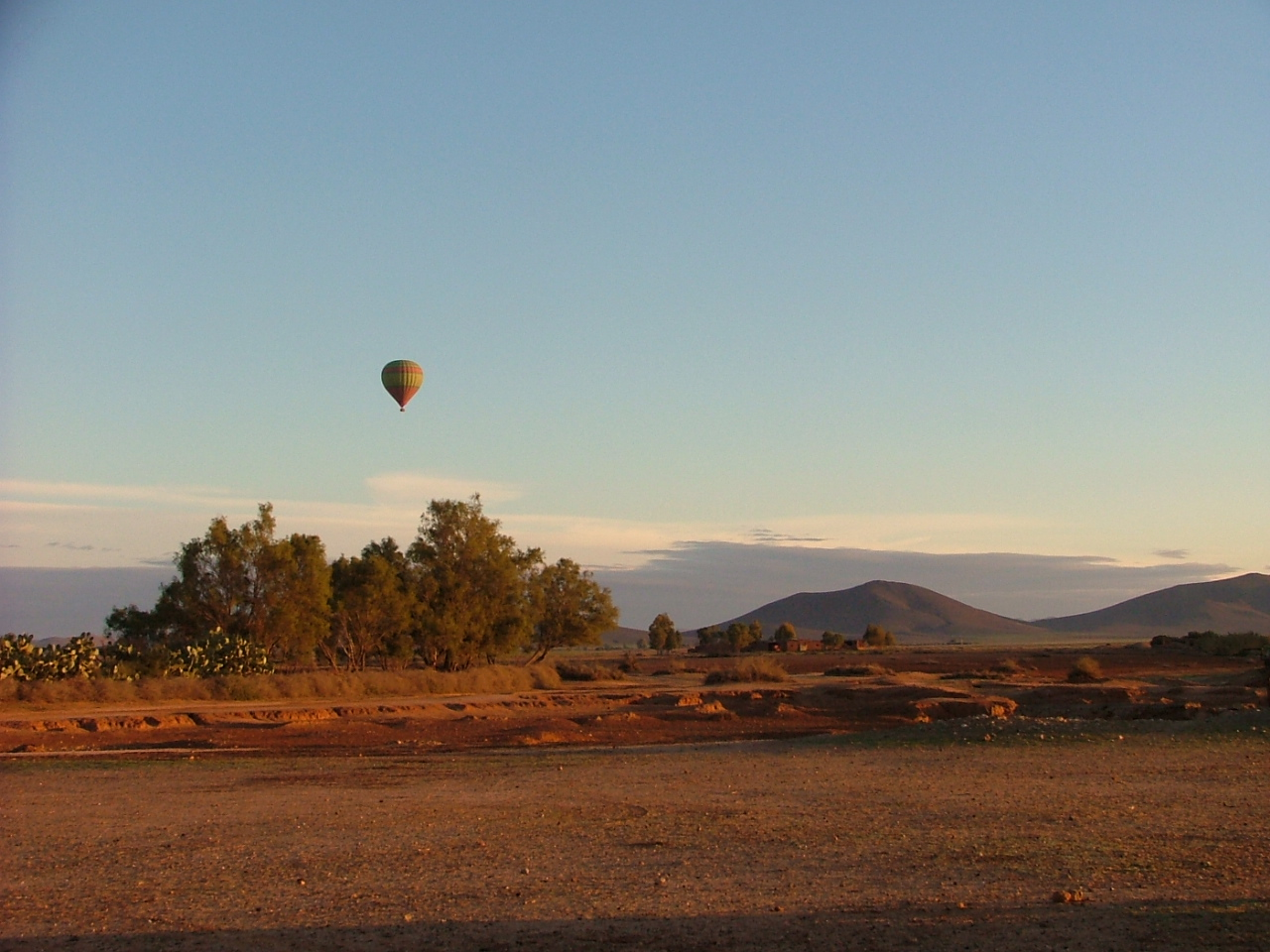
Повітроплавство
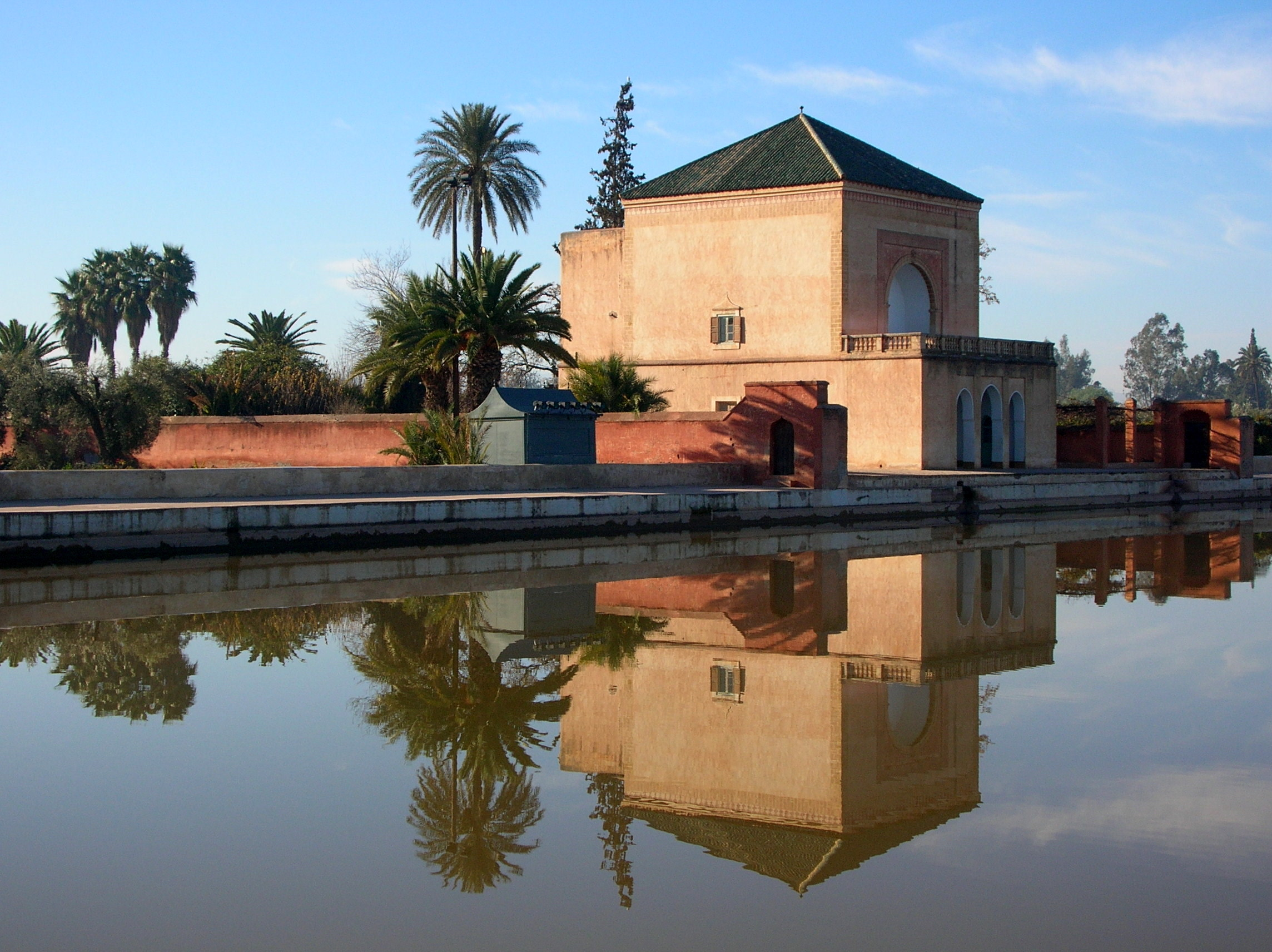
Сади Менара
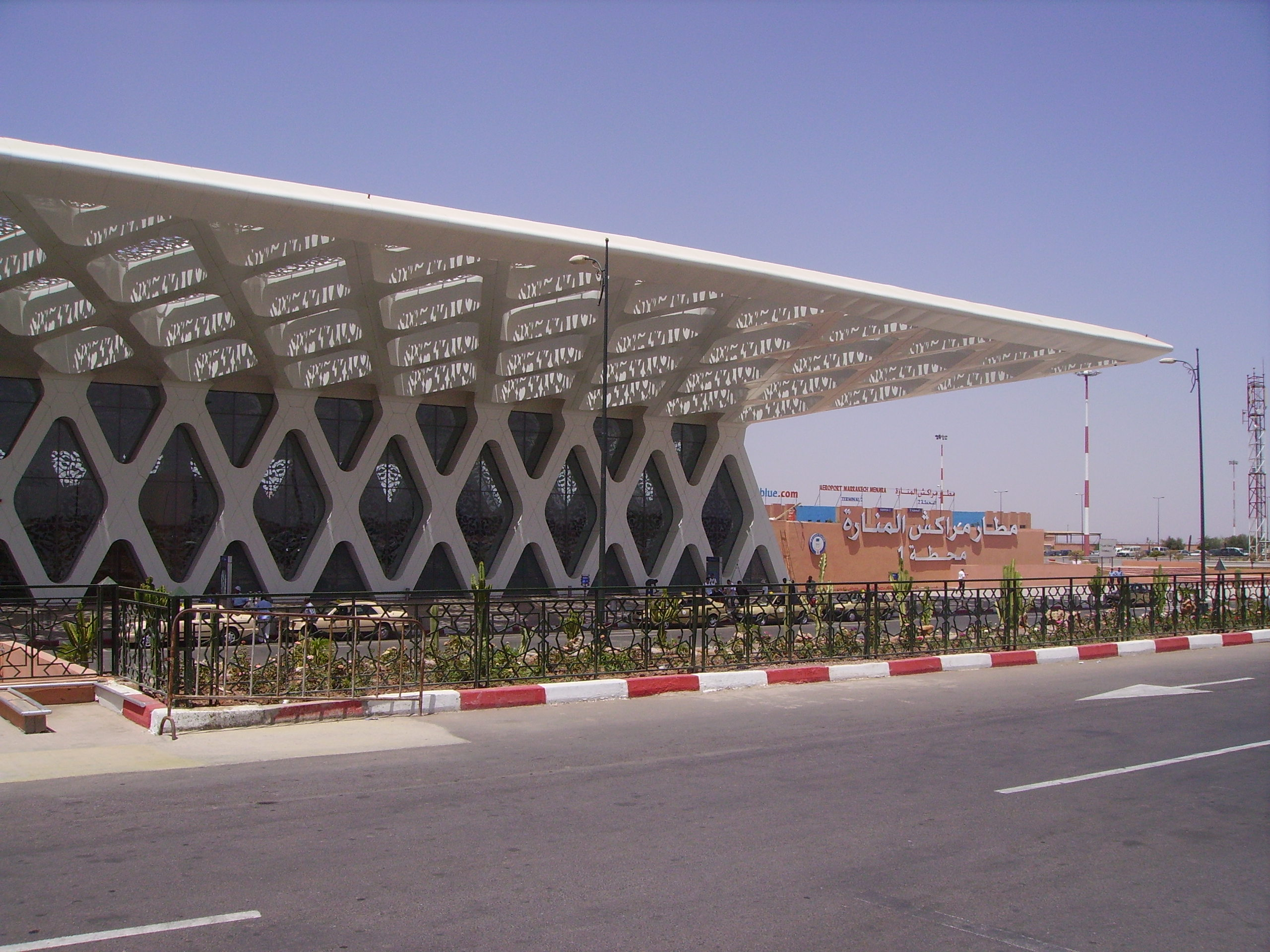
Аеропорт Марракеш-Менера